# Bannihatti, Indi
Bannihatti là một làng thuộc tehsil Indi, huyện Bijapur, bang Karnataka, Ấn Độ.